# Euphorbia martini
Euphorbia martini är en törelväxtart som beskrevs av Georges Rouy. Euphorbia martini ingår i släktet törlar, och familjen törelväxter. Inga underarter finns listade i Catalogue of Life.